# Smogovci
Smogovci (v chorvatském originále Smogovci) je jugoslávský a chorvatský televizní seriál režírovaný Milivojem Puhlovskim. Seriál byl natočen na motivy stejnojmenného románu Hrvojea Hitrece. Vznikal v letech 1982 až 1997, vzniklo celkem šest sérií.
Seriál zachycuje příběhy sourozenců Vragecových, kteří vyrůstají bez rodičů v záhřebské čtvrti.

## Obsazení
| Tomislav Štriga  | Dragec Vragec      |
| Damir Šaban      | Mazalo Vragec      |
| Ivica Zadro      | Pero Vragec        |
| Mario Mirković   | Cobra Vragec       |
| Željko Bilen     | Štefek Vragec      |
| Edin Osmić       | Buco Vragec        |
| Slavica Knežević | Sonja Vragec       |
| Hermina Pipinić  | Melita Vragec      |
| Edvin Dautović   | Bongo Vragec       |
| Đorđe Rapajić    | Nosonja            |
| Ilija Ivezić     | inspektor Petrović |
| Marko Majer      | Bimbo              |
| Ksenija Pajić    | Nina               |
| Sanda Langerholz | Ninina matka       |
| Irena Tomasov    | Lora               |
| Barbara Rocco    | Vlasta             |